# STS-1
STS-1 (Space Transportation System) — первый испытательный космический полёт многоразового транспортного космического корабля «Колумбия» по программе «Спейс шаттл». Первый полёт корабля многоразового использования.
Полёт «Колумбии» STS-1 стал первым пилотируемым космическим полётом, осуществлённым США после шестилетнего перерыва вслед за полётом по программе «Союз-Аполлон».
Согласно НАСА, система «Спейс шаттл» была призвана обеспечить постоянную связь между Землёй и космосом. Система «Спейс шаттл» — это комплекс, в состав которого входят собственно космический корабль, наземная инфраструктура, средства связи, подготовка экипажей, организация доставки грузов и планирования полётов. Система «Спейс шаттл» должна была стать элементом проекта, который включал бы космические станции, автоматические межпланетные зонды и, в конце концов, пилотируемый полёт на Марс.

## Экипаж
- (НАСА): Джон Янг (5)[1] — командир. Ветеран программ «Джемини» и «Аполлон»;
- (НАСА): Роберт Криппен (1) — пилот.

Это был пятый космический полёт Джона Янга. Он стал первым астронавтом, совершившим пять космических полётов. Также он стал первым (и, скорее всего, последним) космонавтом, управлявшим кораблями четырёх разных типов. До полёта на шаттле «Колумбия» Янг совершил два полёта на кораблях «Джемини» и два полёта на кораблях «Аполлон» к Луне, но на 10-м он управлял командным модулем, а на 16-м — лунным, по сути это два разных корабля. В апреле 1972 года Джон Янг побывал на Луне, будучи командиром корабля «Аполлон-16». Через два года после STS-1 Янг совершит свой последний полёт (STS-9), шестой по счёту, и станет первым шестикратно летавшим. Седьмой, уже запланированный на осень 1986, полёт Янга сорвался из-за катастрофы «Челленджера» в январе. Для Роберта Криппена миссия «Колумбия» STS-1 была первым космическим полётом, в дальнейшем он совершил ещё три полёта в качестве командира «Челленджера», причём они с Янгом по очереди ставили рекорды численности экипажа: первым экипажем из 5 человек на «Челленджере» (STS-7), командовал Криппен (к тому же в этой экспедиции была первая женщина в американском экипаже), затем первый экипаж из 6 на «Колумбии» — командир Янг (STS-9), (в этом экипаже первый иностранец на американском корабле), затем первый экипаж из 7 на «Челленджере» под командованием Криппена, вдобавок первый выход американки в открытый космос и впервые в мире две женщины в одном экипаже (STS-41G). Уже запланированный пятый полёт Криппена не состоялся по той же причине — взрыв «Челленджера», после которого полёты прекратились на 32 месяца, чем была поставлена точка в карьере многих заслуженных астронавтов.

## Дублёры
Дублёрами были астронавты, которые готовились ко второму полёту шаттла «Колумбия» STS-2
- (НАСА): Джо Энгл — командир;
- (НАСА): Ричард Трули — пилот.

## Цель
Первые четыре полёта шаттла «Колумбия» рассматривались НАСА как серия орбитальных испытательных полётов (Orbital Flight Tests). Полёт STS-1 стал первым из них.
Единственной полезной нагрузкой шаттла в полёте была система регистрации полётных данных (MADS). Эта система состояла из множества датчиков и измерительных приборов, которые записывали температуру, давление и значения ускорения в различных точках шаттла во время старта, выхода на околоземную орбиту, полёта по орбите, схода с орбиты и приземления.
Главной задачей самого первого полёта шаттла была проверка общих полётных качеств корабля во время старта, в полёте и при приземлении. Испытание всех составляющих компонент системы «Спейс шаттл»: орбитер, твердотопливные ускорители и внешний топливный бак. Проверка аэродинамических свойств и устойчивость конструкции под действием экстремальных нагрузок во время старта и приземления. Проверка надёжности теплозащитного покрытия. Проверка теплового режима корабля, как с закрытыми, так и с открытыми створками грузового отсека. Проверка систем маневрирования и корректировки параметров орбиты и навигационных систем корабря.
Внешний топливный бак для полётов «Колумбии» STS-1 и STS-2 был покрашен в белый цвет. В дальнейших полётах, начиная с STS-3, с целью экономии веса топливный бак больше не красили.
Официальную эмблему к полёту «Колумбия» STS-1 создал художник Роберт Макколл (Robert McCall).

## Безопасность
Все компоненты шаттла прошли испытания по отдельности, но вся система в комплексе до данного полёта не испытывалась в реальном космическом полёте.
Из-за особенностей корабля была нарушена традиционная методика испытаний: ранее, как в советских, так и американских космических программах, первому пилотируемому полёту предшествовали лётные испытания носителя и корабля без экипажа. В случае «Колумбии» первый же полёт был пилотируемым. Это было сопряжено, даже учитывая обширные наземные испытания, с большой долей риска, однако поставленная задача была успешно выполнена.
Для приземления «Колумбии» была выбрана военно-воздушная база Эдвардс в Калифорнии. Взлётно-посадочная полоса базы Эдвардс оборудована на высохшем соляном озере Роджерс (Rogers Dry Lake) в пустыне Мохаве, поэтому она шире и длиннее полосы в космическом центре имени Кеннеди во Флориде, что допускало отклонение от траектории приземления в более широком диапазоне. На случай непредвиденных обстоятельств для «Колумбии» предусматривалась возможность разворота и приземления на взлётно-посадочной полосе космического центра Кеннеди, или перелёт через океан и приземление в Европе, или приземление после одного витка в Калифорнии или в Нью-Мексико. Посадка на ракетном полигоне «Белые пески» (White Sands Missile Range) в Нью-Мексико предусматривалась на случай дождя над базой Эдвардс в Калифорнии или отказа одного из основных двигателей шаттла. Дождь делает высохшее соляное озеро, на котором оборудована взлётно-посадочная полоса базы Эдвардс, непригодным для приземления. Также посадка была возможна на военно-воздушной базе Хикам на Гавайских островах, на базе Рота в Испании, на базе Кадена на Окинаве (острова Рюкю).
Для членов экипажа в кабине «Колумбии» были установлены катапультируемые кресла, которые были созданы на основе кресел американского сверхзвукового самолёта-разведчика SR-71. Катапультирование экипажа предусматривалось в случае отказа двух основных двигателей шаттла ранее семи минут после старта или потери управления шаттлом до высоты 30,48 км (100000 футов). Катапультируемые кресла использовались во всех четырёх испытательных полётах (STS-1 — STS-4). Начиная с полёта «Колумбии» STS-5, в экипаже которого было четверо астронавтов, катапультируемые кресла больше не использовались.
В качестве атмосферы в кабине «Колумбии» служила воздушная смесь, состоящая из кислорода (21 %) и азота (79 %). Давление воздуха в кабине поддерживалось приблизительно равным одной атмосфере (14,5 фунтов на квадратный дюйм).
На случай невозможности открытия грузового отсека, которое требовалось для правильного теплообмена, предусматривалась досрочная посадка «Колумбии» на базе Эдвардс после пяти витков вокруг Земли.
На борту «Колумбии» были скафандры, предназначенные для непредвиденного (например, отказ механических замков грузового отсека) выхода в космос. В этом случае, в космос должен был выходить Криппен. Предусматривалось, что перед выходом, давление в кабине уменьшается до 0,6 атмосферы и изменяется состав воздушной смеси (кислорода 28 % и азота 72 %). При таком пониженном давлении астронавты должны были оставаться в течение 14 часов, чтобы удалить излишки азота из крови, после этого Криппен отправился бы в шлюзовую камеру.
Восемнадцать наземных станций обеспечивали слежение за полётом «Колумбии». Были задействованы также станции слежения министерства обороны США. Станции слежения располагались как в США, так и в Австралии, Испании, Сенегале, Ботсване, Эквадоре, Чили, Великобритании, на Бермудах, на Сейшельских островах и на Гуаме.
Запасной центр управления полётом был организован в космическом центре имени Годдарда.
В кабине «Колумбии» были установлены две телекамеры, которые передавали телевизионный сигнал на землю. Астронавты Янг и Криппен снимали происходящее на 16-миллиметровую кинокамеру и 35- и 70-миллиметровые фотокамеры.

## Подготовка к полёту
Космическая программа «Спейс шаттл» стартовала в 1972 году. В 1977 году были проведены успешные испытания (отработка посадки, старт с борта самолёта Боинг-747) первого опытного шаттла «Энтерпрайз», первый пилотируемый полёт в космос планировался в марте 1979 года.
Шаттл «Колумбия» собирали в течение четырёх лет на предприятии фирмы Rockwell International в Калифорнии. К моменту перелёта из Калифорнии во Флориду теплозащитное покрытие шаттла, которое состоит из более чем 31000 плиток, было не полностью смонтировано, отсутствовало более четверти. Чтобы под действием воздушных потоков не оторвались уже установленные плитки, недостающие были заменены пластмассовыми имитаторами. Перед перелётом «Боинг», с укреплённым на его спине шаттлом, совершил короткий пробный полёт. Несмотря на все предосторожности, множество имитаторов и штатных теплозащитных плиток оторвались во время перелёта. Последние 11 тыс. теплозащитных плиток смонтировали уже в ангаре космического центра имени Кеннеди. Там же на «Колумбию» установили основные двигатели и двигатели маневрирования на орбите.

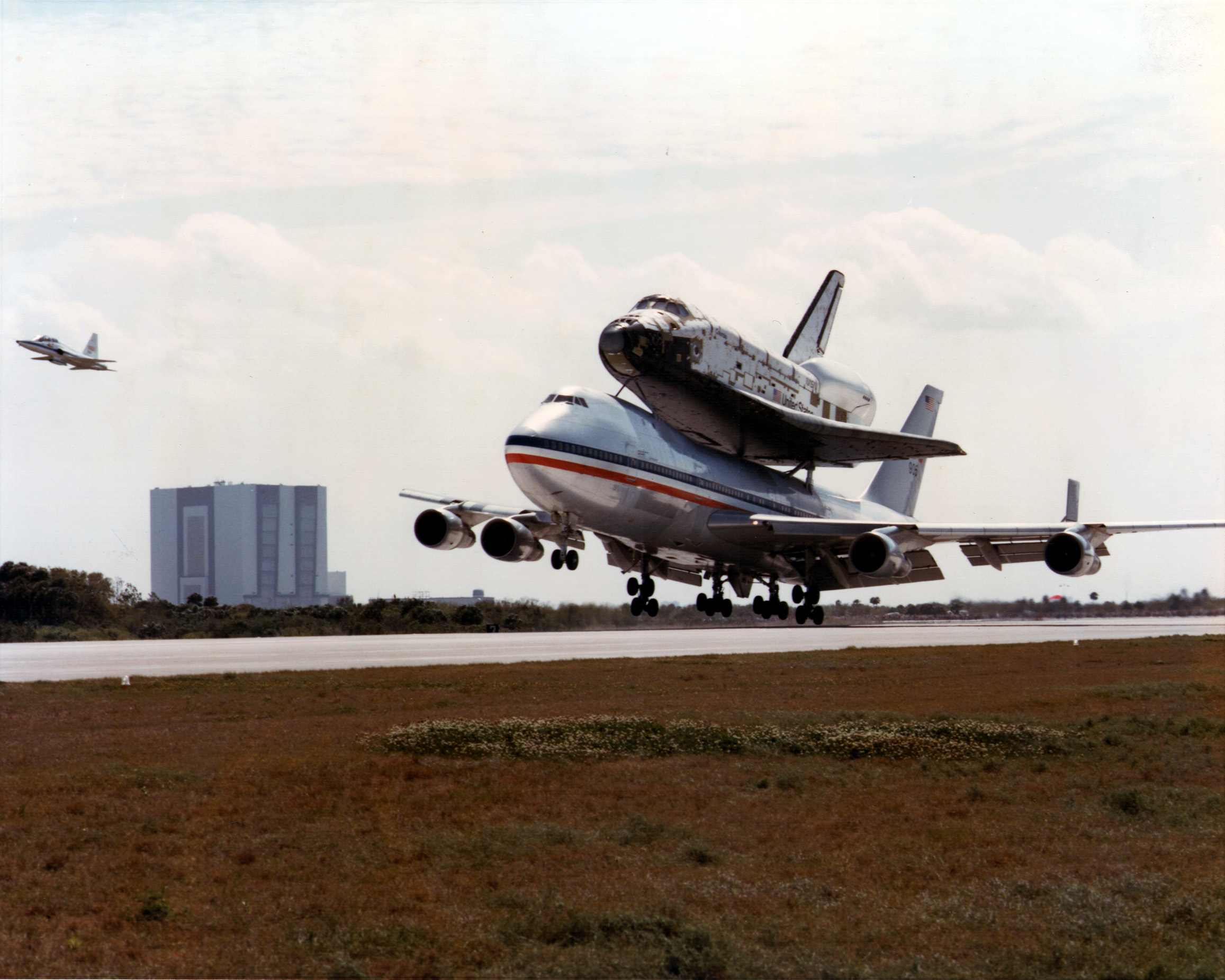
24 марта 1979 года шаттл «Колумбия» прибыл в космический центр имени Кеннеди

24 марта 1979 года шаттл «Колумбия» был привезен в космический центр имени Кеннеди на специально оборудованном «Боинге 747» из исследовательского центра Драйдена в Калифорнии.
В это время предварительной датой старта «Колумбии» считалось 9 ноября 1979 года.
Шаттл был передан НАСА 25 марта 1979 и помещён в ангар, где началась непосредственная подготовка к первому полёту. Предстояло ещё закончить установку теплозащитных плиток на днище «Колумбии».

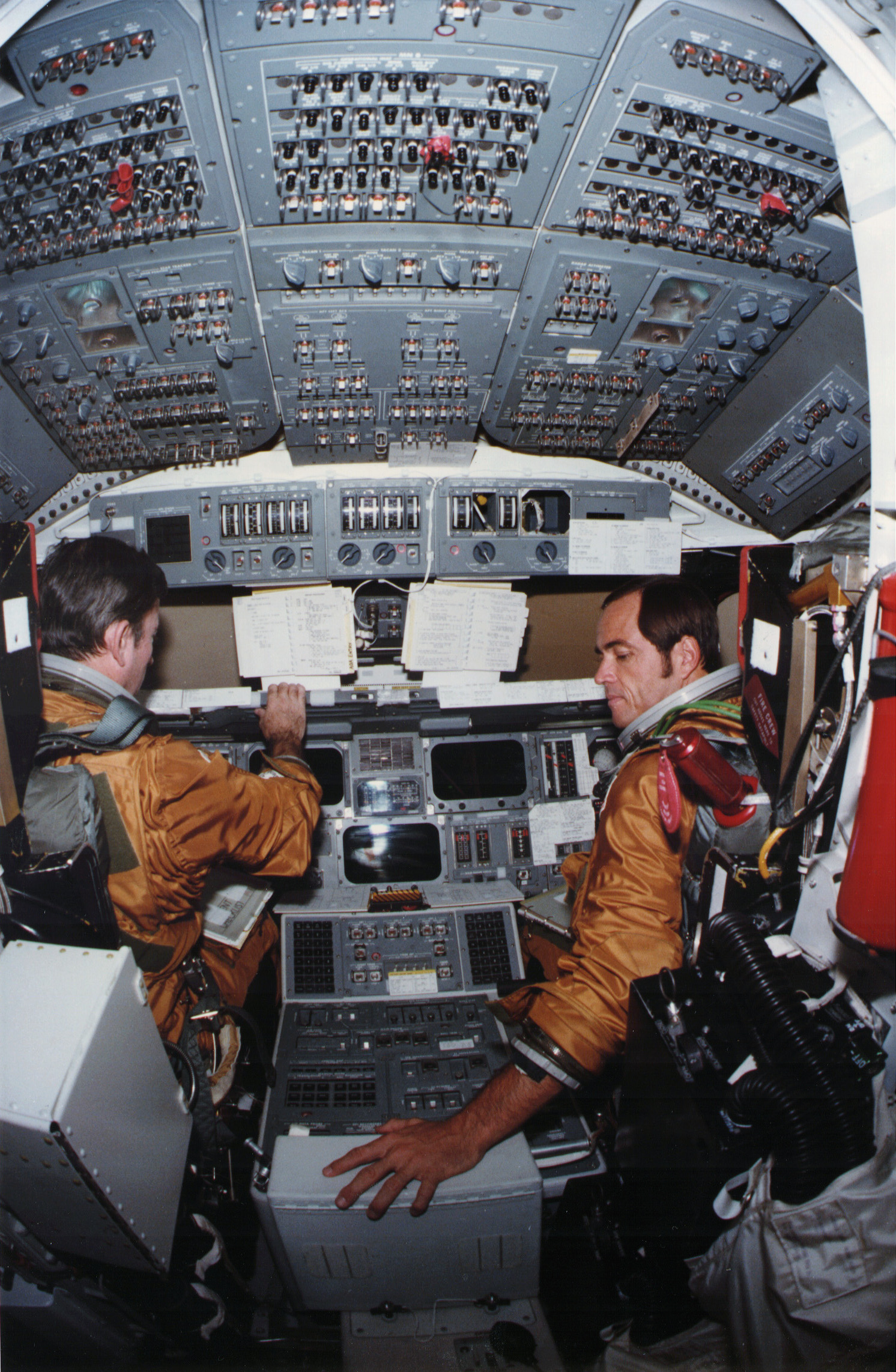
Янг и Криппен в кабине шаттла «Колумбия» во время тренировки

В июне 1979 года директор НАСА Роберт Фрош (Robert Frosch) сказал, что первый полёт шаттла состоится не ранее марта 1980 года, но наиболее реальная дата — июнь 1980 года.
В июле в космический центр имени Кеннеди из Нового Орлеана, где находится сборочное производство «Мишуд» (Michoud Assembly Facility) — производителя топливных баков для шаттлов на барже был привезён внешний топливный бак, предназначенный для первого полёта шаттла. Его установили в секции № 4 здания вертикальной сборки.
Подготовка к сборке комплекса началась в декабре 1979 года.
В январе 1980 года в секции № 3 здания вертикальной сборки были установлены в вертикальное положение два твердотопливных ускорителя.
Проблемы с креплением теплозащитных плиток вынуждали несколько раз переносить первый полёт. Кроме того, выявились проблемы с основной двигательной установкой шаттла. Двигатели пришлось демонтировать, полностью перепроверить и затем вновь установить на шаттле.
В январе 1980 года директор НАСА Роберт Фрош, ссылаясь на проблемы крепления теплозащитных плиток, сообщил, что первый полёт шаттла может состояться в период с 30 ноября 1980 года до 31 марта 1981 года.
Проблемы с креплением плиток и двигательной установкой были разрешены во второй половине 1980 года.
В начале ноября внешний топливный бак и два твердотопливных ускорителя были собраны вместе.
24 ноября 1980 года шаттл «Колумбия» был перевезён в здание вертикальной сборки, где был соединён с внешним топливным баком и твердотопливными ускорителями.

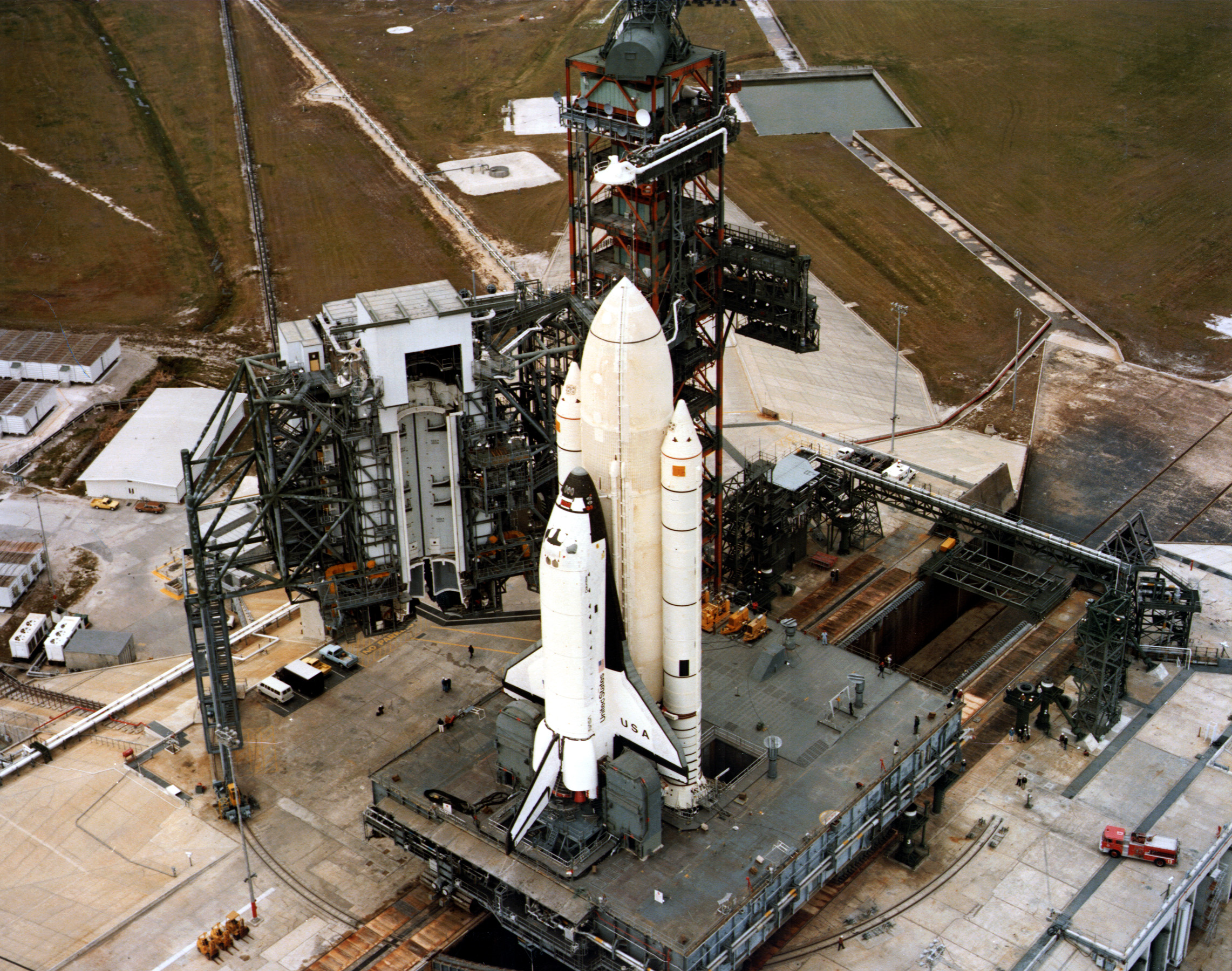
Установка шаттла «Колумбия» на стартовой площадке

29 декабря 1980 года шаттл «Колумбия» был перевезён из здания вертикальной сборки на находящуюся в 5,6 км стартовую площадку 39А.
К началу 1981 года планируемой датой запуска шаттла «Колумбия» STS-1 было 17 марта.
22 января была проведена пробная заправка внешнего топливного бака жидким водородом, а 24 января — жидким кислородом. При этом было обнаружено отслаивание теплоизоляции, предназначенной для предотвращения образования льда на поверхности заправленного бака, так как температура жидких кислорода и водорода −183 °C и −253 °C соответственно. На ремонт теплоизоляции потребовалось больше двух недель, поэтому старт «Колумбии» был перенесён на 5 апреля в 11 часов 53 минуты по Гринвичу.
Время открытия окна для старта шаттла «Колумбия»:
- 5 апреля 1981 года — 11 часов 53 минуты по Гринвичу (6 часов 53 минуты по времени восточного побережья США)
- 6 апреля 1981 года — 11 часов 52 минуты
- 7 апреля 1981 года — 11 часов 51 минуты
- 8 апреля 1981 года — 11 часов 50 минуты
- 9 апреля 1981 года — 11 часов 49 минуты

20 февраля проведено пробное включение главных двигателей шаттла. Стандартно оно длится около двадцати секунд.
В конце марта был проведён пробный обратный предстартовый отсчёт. После этого старт «Колумбии» был перенесён на 10 апреля в 11 часов 50 минут. Окно для старта открывается через 45 минут после восхода солнца на шесть часов. Время открытия и продолжительность окна определяются следующими требованиями: светлое время суток во время старта (необходимо для проведения качественной кино- и фотосъёмки), штатное приземление на военно-воздушной базе Эдвардс в Калифорнии и аварийное приземление на ракетном полигоне «Белые пески» (White Sands Missile Range) в Нью-Мексико.
6 апреля в 4 часа 30 минут начался обратный предстартовый отсчёт. При подготовке к старту 10 апреля на космодроме мыса Канаверал присутствовал президент США Рональд Рейган. Велась прямая телевизионная трансляция.
10 апреля подготовка к старту протекала без проблем. Астронавты Джон Янг и Роберт Криппен заняли свои места в кабине шаттла. За двадцать минут до старта была обнаружена потеря синхронизации при обмене данных между основным и резервным компьютерами шаттла (из-за ошибки в программном обеспечении). Старт был отменён за 16 минут до расчётного времени и был перенесён на двое суток, на 12 апреля 1981 года почти точно в 12 часов UTC.
Таким образом, старт шаттла вовсе не был приурочен к 20-й годовщине полёта Гагарина, состоявшегося 12 апреля 1961 года, как принято считать.

## Описание полёта

### Старт и первый день полёта
12:00 12 апреля — 01:00 13 апреля
«Колумбия» стартовала 12 апреля 1981 года в 12 часов 0 минут 3 секунды по Гринвичу (в 7 часов 0 минут 3 секунды по времени космодрома на мысе Канаверал).
Первый шаттл отправился в космос точно в тот же день, ровно через 20 лет после первого полёта человека в космос, который совершил Юрий Гагарин 12 апреля 1961 года.

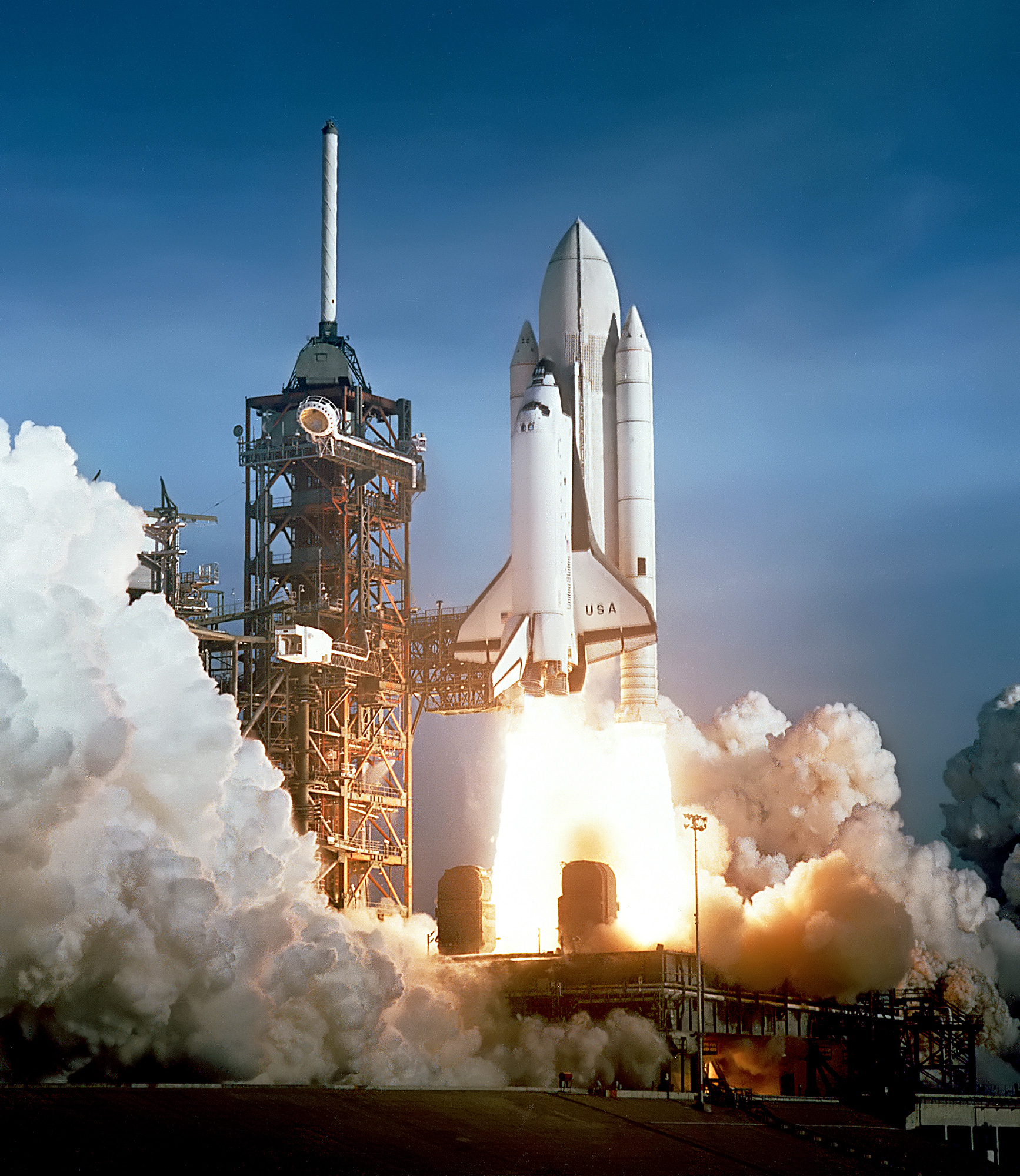
Старт «Колумбии»

Через 2 минуты 12 секунд после старта, на высоте 66 км (24,9 морских миль), были отстрелены твердотопливные ускорители, которые через 5 минут на парашютах опустились в Атлантическом океане на расстоянии 226 км (137 морских миль от места старта шаттла). Координаты приводнения твердотопливных ускорителей — 30° с. ш. 78° з. д.
Через 8 минут 32 секунды после старта, на высоте 137 км (74,2 морских миль), были выключены основные двигатели «Колумбии». Через 8 минут 50 секунд после старта был сброшен внешний топливный бак, который далее летел по баллистической траектории и сгорел в плотных слоях атмосферы. Его остатки упали в Индийский океан на расстоянии около 19000 км (10500 морских миль) от места старта шаттла, координаты падения — 31° ю. ш. 93° в. д.
Шаттл «Колумбия» вышел на околоземную орбиту со скоростью 27 871 км/ч (17 322 мили в час).
После выхода на орбиту астронавты Янг и Криппен начали проверки систем шаттла. Они выполняли пробные включения двигателей системы орбитального маневрирования и двигателей ориентации, а также, для испытания приводов и замков в условиях космоса, дважды открывали и закрывали створки грузового отсека шаттла.
Были обнаружены 15 поврежденных теплоизолирующих плиток на гондолах двигателей системы маневрирования. Специалисты НАСА заверили, что эти повреждения не помешают безопасному приземлению «Колумбии», так как основную нагрузку при приземлении несёт теплозащита днища и крыла шаттла.
Через три с половиной часа после старта Янг и Криппен сняли свои герметичные скафандры и остались в полётных комбинезонах. Скафандры они вновь надели за четыре часа до схода с орбиты и приземления. В первых нескольких полётах на шаттле были только устройства для разогрева пищи, затем на шаттлах были установлены блоки приготовления еды. В испытательных полётах в шаттле не было оборудованных спальных мест, астронавты спали пристёгнутыми в своих креслах.
Добавления в план полёта передавались из центра управления в Хьюстоне по каналам связи на борт «Колумбии» и распечатывались на принтере.
В 1 час 13 апреля закончился первый рабочий день на орбите. Астронавты должны были отправиться спать, но они ещё долго любовались Землёй через иллюминаторы.

### Второй день полёта
09:00 13 апреля — 01:00 14 апреля
Астронавты продолжили испытания двигателей системы орбитального маневрирования.
В ходе полёта астронавты Янг и Криппен разговаривали по телефону с вице-президентом США Джорджем Бушем.
Астронавты пытались заменить[уточнить] вышедший из строя магнитофон, предназначенный для записи показаний приборов и полётных данных. Так как на борту было всего три таких прибора, каждый из которых мог записывать данные в течение шести часов, отсутствие одного из них могло означать потерю важной информации. Однако заменить неисправный прибор не удалось.

### Третий день полёта
14 апреля
В 4 часа астронавты были разбужены аварийным сигналом, который был вызван охлаждением одной из трёх вспомогательных силовых установок. Вспомогательные силовые установки используются во время старта и приземления, а во время полёта по орбите в них поддерживается рабочая температура. Специалисты НАСА посчитали, что это охлаждение не опасно, так как для приземления достаточно двух работающих установок. Астронавты смогли вновь отправиться спать. Официальное окончание периода сна в 8 часов 41 минуту по Гринвичу, но астронавты проснулись задолго до этого срока.

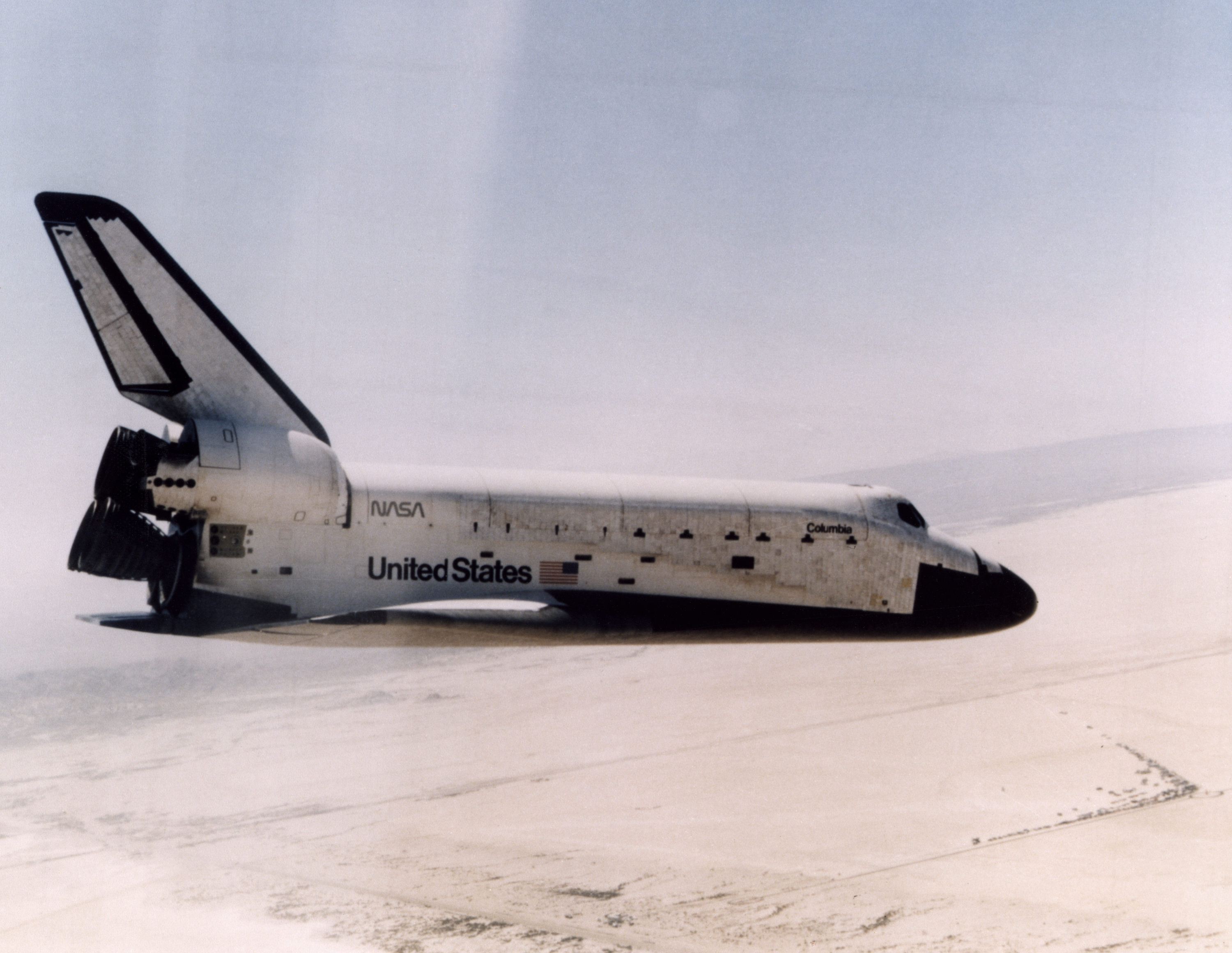
«Колумбия» возвращается из первого полёта

Астронавты перепроверяли приборы шаттла, которые должны быть задействованы во время приземления и переводили в экономный режим другие приборы.
Большую часть полёта шаттл «Колумбия» располагался днищем вверх, в сторону космоса и открытым грузовым отсеком в сторону Земли. Грузовой отсек был закрыт приблизительно в 14 часов 30 минут, за четыре часа до приземления.
Двигатели системы маневрирования были включены на торможение 14 апреля в 17 часов 21 минуты 30 секунд по Гринвичу (53 часа 28 минут бортового времени, отсчитываемое от начала старта шаттла). Продолжительность тормозного импульса — 2 минуты 27 секунд. В это время «Колумбия» находилась над Индийским океаном (40° ю. ш. 63° в. д.). После входа в атмосферу «Колумбия» была окружена плазмой, и в течение 15 минут центр управления не имел связи с кораблём.

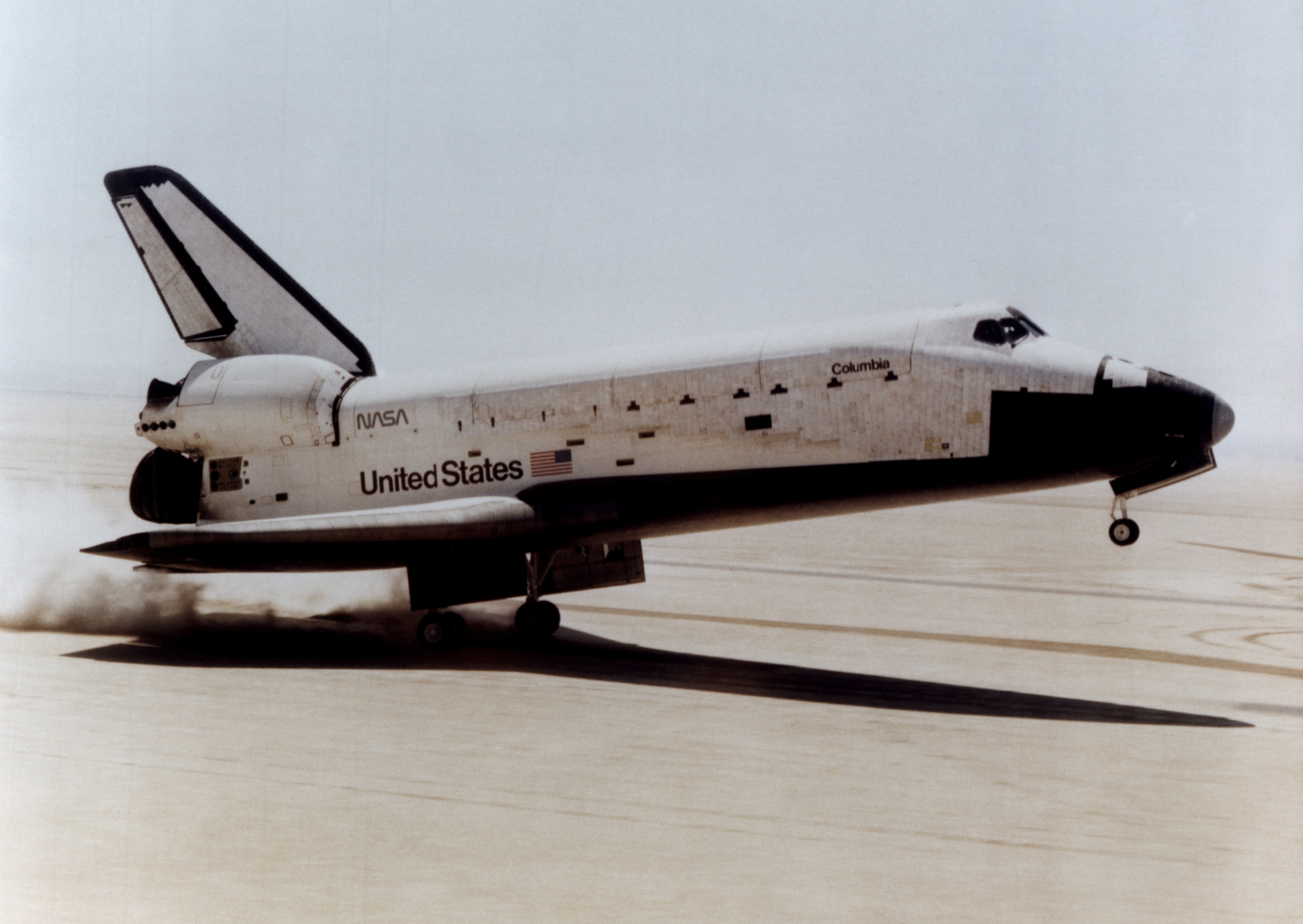
«Колумбия» приземляется

Для информационной поддержки и фотосъёмки «Колумбии» при приземлении, с базы Эдвардс поднялись четыре самолёта. Пятый самолёт наблюдал за метеоусловиями в районе подлёта и приземления.
На высоте 58 км «Колумбия» пересекла границу штата Калифорния со стороны Тихого океана. Чтобы погасить скорость, шаттл сделал несколько поворотов.
В 18 часов 20 минут 57 секунд по Гринвичу (10 часов 21 минута по времени Тихоокеанского побережья США) (54 часа 27 минут 43 секунды бортового времени) шаттл «Колумбия» приземлился на взлётно-посадочной полосе № 23 высохшего озера Роджерс (Rogers Dry Lake) в пустыне Мохаве на военно-воздушной базе Эдвардс в Калифорнии. После касания ВПП до полной остановки «Колумбия» за 60 секунд пробежала 2,7 км (8993 футов).
Скорость «Колумбии» при приземлении составляла 352 км/ч (190 узлов), вертикальная скорость — 0,23 м/с (2,4 футов/с). Приземление проводилось под ручным управлением экипажа.
Янг и Криппен вышли из «Колумбии» через час, после того как из шаттла были слиты остатки ядовитого горючего и сам шаттл остыл (в этом ему помогал мобильный вентилятор, смонтированный на шасси грузовика).
За время полёта шаттл «Колумбия» преодолел 1,73 млн км (1,074 миллионов миль) и совершил 37 витков вокруг Земли.

### Технические параметры полёта
- вес при взлёте: 99 455 кг (219 258 фунтов)
- вес при приземлении: 88 082 кг (194 184 фунтов)
- вес полезной нагрузки: 4 909 кг (10 822 фунтов)
- количество витков: 37
- пройдённое расстояние: 172 9347 км (1 074 млн миль)
- перигей: 240 км
- апогей: 251 км
- период обращения: 89,2 минуты
- наклонение орбиты: 40,3°
- эксцентриситет орбиты: 6.04E-4
- скорость при приземлении: 339 км/ч

## После полёта
Полёт шаттла «Колумбия» STS-1 был первым из запланированных четырёх испытательных полётов. Первый эксплуатационный полёт шаттла «Колумбия» STS-5 был запланирован на сентябрь 1982 года.
После приземления выяснилось, что «Колумбия» потеряла 16 теплозащитных плиток и 148 плиток были повреждены.

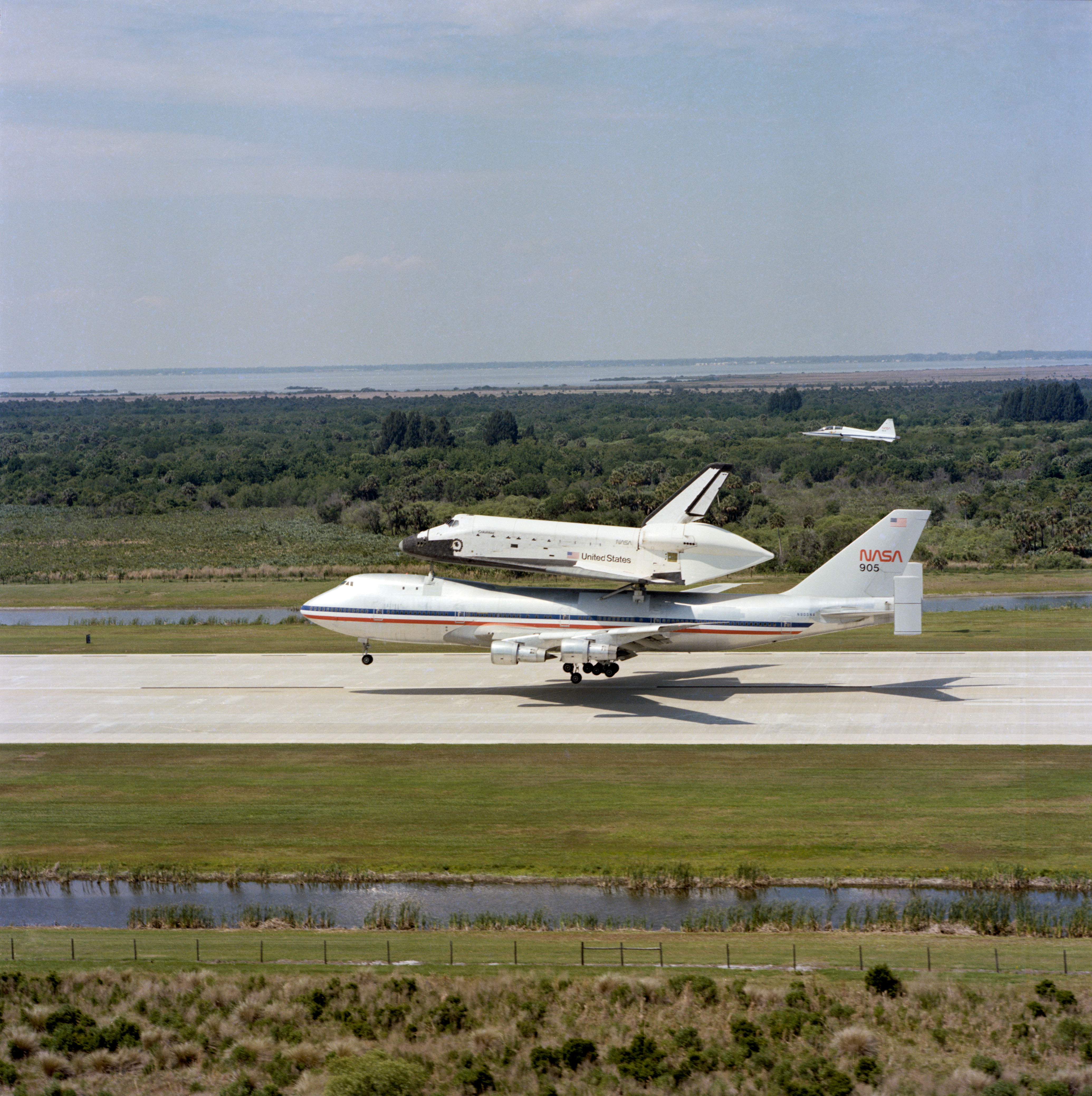
Перевозка «Колумбии» на Боинге

Негативные моменты, выявленные во время первого полёта шаттла, это: повреждение плиток теплозащитного покрытия, проблемы с вспомогательной силовой установкой, потеря данных записывающего полётного устройства и неожиданно сильная ударная волна от выхлопа твердотопливных ускорителей.
В целом первый пилотируемый полёт шаттла признаётся успешным.
Полёт «Колумбии» STS-1 — это совместный успех НАСА, компаний Rockwell International, Martin Marietta, Thiokol и других государственных и коммерческих предприятий, которые создавали шаттл и готовили экипаж.
20 апреля шаттл «Колумбия», установленный на спине специально оборудованного самолёта «Боинг 747», взлетел с базы Эдвардс в направлении космического центра во Флориде. Через три с половиной часа «Боинг» с шаттлом совершил промежуточную посадку для ночёвки на военно-воздушной базе Тинкер в штате Оклахома. 21 апреля перелёт был продолжен. Через 3 часа и 20 минут после взлёта из Оклахомы, «Боинг» с шаттлом «Колумбия» приземлился в космическом центре имени Кеннеди во Флориде. Шаттл «Колумбия» начал готовиться к своему второму полёту — STS-2.
Через месяц после полёта Президент США Рональд Рейган вручил Джону Янгу Космическую медаль почёта Конгресса. Аналогичную медаль Роберту Криппену вручил Президент США Джордж Буш в апреле 2006 года, в двадцать пятую годовщину первого полёта «Колумбии».

## Отзывы о полёте «Колумбии»
Отрывок из сообщения ТАСС к первому полёту шаттла 14 апреля 1981 года:
…Пентагон также рассчитывает использовать челночные корабли для регулярного вывода в космос спутников-шпионов и другого тяжёлого военного оборудования. Именно по настоянию министерства обороны, сообщила телекомпания Эй-би-си, грузоподъёмность корабля увеличена до 30 тонн. Согласно данным «Нью-Йорк Таймс», в случае успеха намечено ещё три испытательных полёта «Колумбии». В настоящее время в стадии строительства находятся ещё по меньшей мере три корабля по программе «Шаттл». До 1992 года запланированы 113 полетов по программам Пентагона.